# Roza (Rosja)
Roza – osiedle typu miejskiego w Rosji, w obwodzie czelabińskim. W 2010 roku liczyło 13 099 mieszkańców.